# ГЕС Датіанхе-Луошенг
ГЕС Датіанхе-Луошенг (大田河落生水电站) — гідроелектростанція на півдні Китаю у провінції Ґуйчжоу. Використовує ресурс із річки Датіанхе, правої притоки Бейпан, котра в свою чергу є лівим витоком Hongshui (разом з Qian, Xun та Сі утворює основну течію річкової системи Сіцзян, яка завершується в затоці Південно-Китайського моря між Гуанчжоу та Гонконгом).
В межах проекту річку перекрили бетонною гравітаційною греблею висотою 44 метра та довжиною 140 метрів, яка утримує водосховище з об'ємом 5,6 млн м3 та припустимим коливанням рівня поверхні у операційному режимі між позначками 778,5 та 781 метр НРМ (під час повені до 787,8 метра НРМ).
Зі сховища через лівобережний гірський масив прокладено дериваційний тунель довжиною 4,8 км, який виходить в долину іншої правої притоки Бейпан. Тут його продовжує напірний водовід довжиною біля 0,7 км, котрий спускається по схилу до машинного залу станції. В останньому встановлено дві турбіни потужністю по 40 МВт, які використовують напір у 256 метрів. Крім того, для підтримки природної течії річки частину води випускають біля греблі через дві турбіни потужністю по 10 МВт, котрі працюють з напором у 70 метрів. За рік комплекс забезпечує виробництво 413 млн кВт-год електроенергії.